# Ryō Niizato
Ryō Niizato (jap. 新里 涼, Niizato Ryō; * 3. September 1995 in Tokio, Präfektur Tokio) ist ein japanischer Fußballspieler.

## Karriere
Ryō Niizato erlernte das Fußballspielen in den Jugendmannschaften vom FC Brillo und den Yokohama F. Marinos sowie in der Universitätsmannschaft der Juntendo-Universität. Seinen ersten Vertrag unterschrieb er 2018 bei V-Varen Nagasaki. Der Verein aus Nagasaki, einer Stadt in der Präfektur Nagasaki, spielte in der höchsten Liga des Landes, der J1 League. Ende 2018 musste er mit dem Klub in die zweite Liga absteigen. Nach insgesamt 27 Erst- und Zweitligaspielen wechselte er im Januar 2021 zum Ligakonkurrenten Mito Hollyhock.